# Unterseeboot 1229
L'Unterseeboot 1229 (ou U-1229) était un sous-marin allemand utilisé par la Kriegsmarine pendant la Seconde Guerre mondiale.

## Historique
Après sa formation à Hambourg en Allemagne  au sein de la 31. Unterseebootsflottille jusqu'au 31 juillet 1944, l'U-1229 est affecté dans une formation de combat à la base sous-marine de Lorient en France dans la 10. Unterseebootsflottille.
Au cours de la première patrouille de guerre, l'U-1229 a pour mission de déposer à terre l'agent Oskar Mantel  dans le Golfe du Maine aux États-Unis, mais il est coulé le 20 août 1944 dans l'Atlantique Nord au Sud-Est de Terre-Neuve, à la position géographique 42° 20′ N, 51° 39′ O par des charges de profondeurs et des roquettes lancées de 3 bombardier-torpilleurs Grumman TBF Avenger et 2 chasseurs Grumman F4F Wildcat du porte-avions d'escorte américain USS Bogue. Sur les 59 membres d'équipage, 41 hommes sont secourus, dont l'agent Oskar Mantel.

## Affectations successives
- 31. Unterseebootsflottille du 13 janvier 1944 au 31 juillet 1944
- 10. Unterseebootsflottille du 1er août 1944 au 20 août 1944

## Commandement
- Korvettenkapitän Arnim Zinke du 13 janvier 1944 à 20 août 1944

## Navires coulés
L'U-1229 n'a ni coulé, ni endommagé de navire ennemi au cours de l'unique patrouille de guerre qu'il effectua.

### Sources
- U-1229 sur Uboat.net